# Джигомон Іван Михайлович
Іван Михайлович Джигомон (червень 1905, місто Сміла Київської губернії, тепер Черкаської області — жовтень 1984, місто Київ) — український радянський діяч, заступник і виконувач обов'язків керуючого справами Ради Міністрів Української РСР.

## Біографія
Народився в родині робітника. Трудову діяльність розпочав у 1920 році слюсарем.
Член ВКП(б) з 1927 року.
Перебував на профспілковій роботі, займав ряд керівних посад у системі радянської торгівлі й громадського харчування.
У 1943 році — начальник республіканського управління громадського харчування Народного комісаріату торгівлі Української РСР.
У 1943—1951 роках — заступник керуючого справами Раднаркому (Ради Міністрів) Української РСР. У липні 1949 — квітні 1950 року — виконувач обов'язків керуючого справами Ради Міністрів Української РСР.
У 1951—1954 року — керуючий Київською конторою «Головгастроном».
У 1954—1970 року — заступник керуючого справами Ради Міністрів Української РСР.
З 1970 року — персональний пенсіонер союзного значення. Помер у жовтні 1984 року в місті Києві.

## Нагороди
- два ордени «Знак Пошани»
- Почесна грамота Президії Верховної Ради Української РСР (15.06.1965)
- медалі